# Saint Mary's University College Belfast
Il Saint Mary's University College Belfast è un'università privata di indirizzo cattolico con sede a Belfast, in Irlanda del Nord.
Le origini dell'università si ricollegano con quelle del Saint Mary’s Training College, aperto nel 1900 dalle suore domenicane per la formazione delle insegnanti. Nel 1961 all'istituto fu affiancato il Saint Joseph’s Training College per la preparazione degli insegnanti di sesso maschile. I due college si fusero nel 1985 e nel 1999 il Privy Council concesse all'istituto lo status di University College.